# Ганнівці (Стрийський район)
Га́ннівці — село в Україні, у Стрийському районі Львівської області. Населення становить 232 особи. У Ганнівцях збереглася дерев'яна церква Покрова Пр. Богородиці 1894.

## Політика

### Парламентські вибори, 2019
На позачергових парламентських виборах 2019 року у селі функціонувала окрема виборча дільниця № 460381, розташована у приміщенні будинку культури.
Результати
- зареєстровано 173 виборці, явка 61,85 %, найбільше голосів віддано за «Слугу народу» — 32,71 %, за Всеукраїнське об'єднання «Батьківщина» — 18,69 %, за «Голос» — 17,76 %.[2] В одномандатному окрузі найбільше голосів отримав Андрій Кіт (самовисування) — 21,50 %, за Володимира Наконечного (Слуга народу) і Олега Канівця (Громадянська позиція) — по 17,76 %[3].